# Gabriel Sławiński

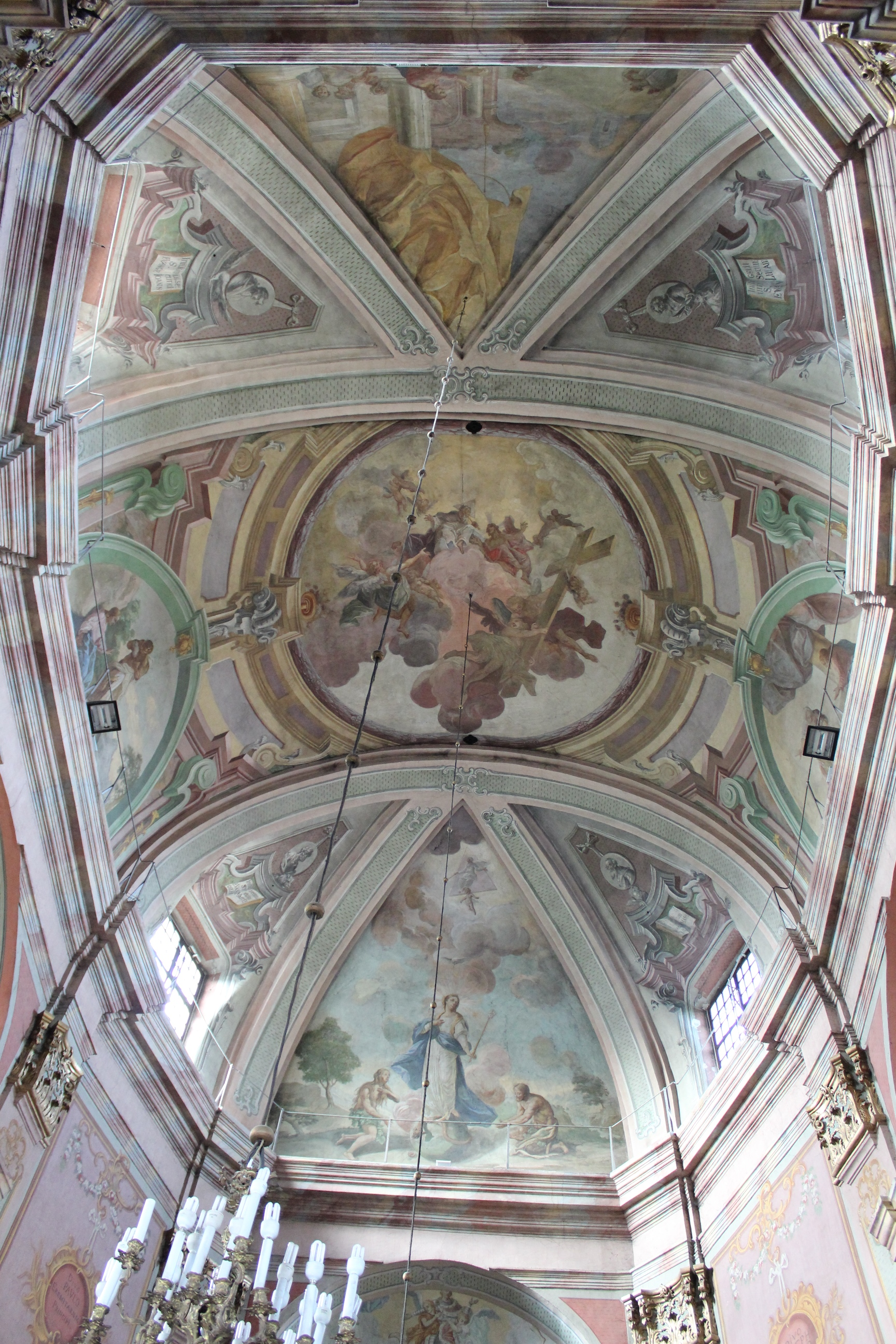
Kościół św. Ludwika we Włodawie, malowidła sklepienia nawy, Gabriel Sławiński, 1784-1785

Gabriel Sławiński (ur. 1731 lub 1732, zm. 3 listopada 1805 w Janowie Ordynackim, obecnie Lubelskim) – późnobarokowy malarz aktywny na terenie dawnych województw ruskiego, bełskiego i brzeskolitewskiego Rzeczypospolitej, twórca dzieł malarstwa monumentalnego, sztalugowego i tablicowego, pracował równocześnie dla kościołów rzymskokatolickich i cerkwi.

## Życiorys
Niewiele wiemy o biografii malarza. To samo nazwisko nosili przedstawiciele szlachty wywodzącej się z Wielkopolski, a przynajmniej od XVI wieku zamieszkującej również ziemie ruskie Rzeczypospolitej. Język autorskich inskrypcji ekspiacyjnych Sławińskiego jest zróżnicowany - podpisywał się po polsku z obiegowymi wyrazami po łacinie oraz po rusku, cyrylicą.

## Dzieła
Sławiński pierwsze znane dzieła wykonał dla cerkwi unickich – pw. Wniebowzięcia NMP w Klesztowie koło Chełma oraz nieistniejącej pw. Świętego Mikity w Tyszowcach na przedmieściu Zamłynie, sygnowane kolejno datami 1772 i 1774. Potem tworzył dla kościoła łacińskiego. Najpierw dla podpisanego datą 1776 kościoła parafialnego pw. Św. Wawrzyńca w Żółkiewce, a następnie dla świątyń zakonnych - bernardynów w Radecznicy i paulinów we Włodawie. W Radecznicy Sławiński pracował w latach 1780-1781, a we Włodawie w latach 1784-1785. We Włodawie niewątpliwie samodzielną pracą Sławińskiego są malowidła sklepień nawy i kaplic, a przy dekoracji ścian kaplic, a może także ścian nawy nieznacznie pomagał mu paulin Wojciech Dobrzeniewski - brat zmarłego wskutek niespodziewanej choroby Antoniego. W latach 1783–1784 bracia paulini zdążyli razem ozdobić włodawskie prezbiterium, a prawdopodobnie także jego wschodnią przybudówkę.